# 浮士德遊戲2
《浮士德遊戲2》（英語：CODE 2），2019年台灣懸疑科幻劇。本劇為《CODE浮士德遊戲》第二季，故事的時間點為第一季後的4小時，由修杰楷、鍾瑶、黃尚禾、姚以緹領銜主演，衛視電影台、星衛HD電影台、FOX+於2019年6月24日首播，myVideo於7月5日全劇上架。2023年5月23日宣布改編為日劇《CODE-願望的代價-》由坂口健太郎主演。

## 播出時間
| 频道         | 所在地                        | 首播日期      | 播出時間              | 備註                          |
| ------------ | ----------------------------- | ------------- | --------------------- | ----------------------------- |
| 衛視電影台   | 臺灣                          | 2019年6月24日 | 週一至週五晚上9點     |                               |
| 星衛HD電影台 | 臺灣                          | 2019年6月24日 | 週一至週五晚上9點30分 |                               |
| FOX+         | 臺灣 · 新加坡 · 香港 · 菲律賓 | 2019年6月24日 | 週一晚上8點           | 6/24上架1到5集 7/1上架6到10集 |
| 爱奇艺       | 中国                          | 2019年6月24日 | 週一晚上8點           | 6/24上架                      |
| myVideo      | 臺灣                          | 2019年7月5日  | 週五                  | 7/05 上架                     |
| KKTV         | 臺灣                          | 2019年7月5日  | 週五                  | 7/05 上架                     |

## 演員列表

### 主要演員
| 演員   | 角色   | 介紹 | 集數 |
| 修杰楷 | 梁仁傑 | 35歲，楊若芸的未婚夫，熱血刑警，被僵化司法體制限制的他，常常有志難伸、備受刁難，但始終深信自己的使命就是要維護這個社會的公理正義，並將有罪之人繩之以法。 然而，司法正義和私法正義的界線再再讓他陷入道德上的選擇，正義與私慾的拉扯，梁仁傑最後面臨的最大敵人是「CODE」APP，還是他自己？ | 全   |
|        | 杜子欣 | 28歲，Frank的表妹，熱血記者，個性大膽機靈、做事聰明投機，可柔可剛，大學畢業後毫無猶豫的全心投入記者職業的她，對於自己的人生目標，有著非常清楚明確的規劃與進程，是個對事業充滿野心的新時代女性。 她從不在乎一般人對狗仔不專業的偏見看法，堅定地對於挖掘事件真相，有著自己的一套哲學與激進的手法。 CODE刻意安排的臥底。 | 2-10 |
| 黃尚禾 | Hank   | 26歲，天才駭客，生活看似沒有目標，但他其實是個非常好勝的人。 他不關心所謂的正義與任何社會議題，只在乎他有興趣的事，只要讓他起了「想贏」的念頭，小到線上遊戲、大到破解google的安全機制，他都會廢寢忘食，直到搞定為止。 自認對電腦科技瞭若指掌，完全可以破解『CODE』APP在玩什麼把戲。 不過，Hank的自信與個性的不成熟，都在『CODE』的算計之中....而他卻渾然不知。 一個讓人引發貪念的APP–『CODE』，全面滲入人類的生活中， 遊戲規則：許願者，還願之，讓眾人陷入無底深淵，不願為傀儡，又該如何抵擋無窮誘惑，保留原始的良善初心？ |      |
| 姚以緹 | 李媛   | 38歲，退役軍校教官，捲入許願APP『CODE』遊戲當中，一直無法脫身， 在『CODE』遊戲中，擔任著「監視者」的角色，被『CODE』指派各種任務。 出身陸戰背景的她，精通各類武器與搏擊，在她堅毅的外表下，其實疲憊不堪， 努力想掙脫受『CODE』擺佈的宿命；或許連她自己都不知道，她被『CODE』賦予的真正使命， 並不是運用她矯健的身手達成某項任務，而是另一場更大的陰謀...。 |      |

### 其他演員
| 演員   | 角色     | 介紹                                                                   | 集數       |
| 柯淑勤 | 胡慧明   | 之前是XI程式設計師，丈夫死於一場意外後，隱姓埋名地過生活，CODE的設計者 | 7-10       |
| 庹宗華 | 陳柏昇   | 警局小隊長；梁仁傑上司                                                 | 1-3、6     |
| 吳朋奉 | 蔡福財   | 梁仁傑線民                                                             | 1-2        |
| 班鐵翔 | 方文濤   | 蘭利科技執行長，前XI的負責人                                           |            |
| 李興文 | 陳國輝   | 警局大隊長                                                             | 2          |
| 古斌   | 方凱     | 販毒集團頭目                                                           | 1-2        |
| 游安順 | 馮昱德   | 蘭利首席程式設計師，死於爆炸意外                                       | 6、8       |
| 李新   | 許安琪   | 蘭利科技執行長秘書                                                     | 5          |
| 馮光榮 | 張律師   | 方凱的律師                                                             | 1-2        |
| 陸元琪 | 蘇醫生   | 李媛兒子洋洋的主治醫師                                                 |            |
| 華葦   | 黃中軍   | 大軍，梁仁傑的同事                                                     | 1-2、9-10  |
| 侯彥西 | 歐冠得   | 小歐，梁仁傑的同事                                                     | 1-3、9-10  |
| 李維維 | 楊若芸   | 電梯意外身亡的女警，梁仁傑已過世的未婚妻。                             | 1、6(夢中) |
| 陳婉婷 | 李媛友人 |                                                                        | 1          |